# Genophantis
Genophantis is een geslacht van vlinders van de familie snuitmotten (Pyralidae), uit de onderfamilie Phycitinae.

## Soorten
- G. iodora Meyrick, 1888
- G. leahi Swezey, 1910